# По По (Мичиген)
По По (енгл. Paw Paw) град је у америчкој савезној држави Мичиген.

## Демографија
По попису из 2010. године број становника је 3.534, што је 171 (5,1%) становника више него 2000. године.
| Група             | 2000.         | 2010.         |
| Белци             | 3.072 (91,3%) | 3.138 (88,8%) |
| Афроамериканци    | 96 (2,9%)     | 80 (2,3%)     |
| Азијати           | 9 (0,3%)      | 13 (0,4%)     |
| Хиспаноамериканци | 100 (3,0%)    | 208 (5,9%)    |
| Укупно            | 3.363         | 3.534         |